# جيمي مايو
جيمي مايو (بالإنجليزية: Jamie Mayo)‏ هو لاعب كرة سلة وشخصية أعمال وسياسي أمريكي، ولد في 30 مارس 1957 في الولايات المتحدة. حزبياً، نشط في الحزب الديمقراطي.